# سفارت جامائیکا در واشینگتن
سفارت جامائیکا در واشینگتن (به انگلیسی: Embassy of Jamaica) یک سفارت در ایالات متحده آمریکا است که در واشینگتن، دی.سی. واقع شده‌است.